# Robert de Montbray
Robert de Montbray (lateinisch: Rodbertus de Molbraio, in England: Mowbray, † 1106 (als Mönch) oder 1125 (im Gefängnis)), ein Normanne, war Earl of Northumbria von 1086 bis 1095, als er wegen Rebellion gegen König Wilhelm II. von England abgesetzt wurde. Er war der Sohn von Roger de Montbray und Neffe von Geoffroy de Montbray, Bischof von Coutances (siehe Haus Mowbray). Der Familienname stammt vom Ort Montbray im Département Manche, Mowbray ist seine Anglisierung.

## Earl of Northumbria
Robert wurde zum Earl of Northumbria ernannt, nachdem Aubri de Coucy, sein Vorgänger, entschieden hatte, dass er nicht länger in diesem Amt bleiben wollte. Coucy war 1080 zum Earl ernannt worden, gab vielleicht schon im gleichen Jahr auf und kehrte in die Normandie zurück, wodurch er seinen gesamten Besitz in England verlor. Er wurde erst 1086 durch Robert de Montbray ersetzt.
Im Jahr 1088 stellten sich Robert und sein Onkel Geoffroy auf die Seite von Robert Curthose, Herzog der Normandie gegen Wilhelm Rufus, König von England, und beide waren militärisch aktiv (Rebellion von 1088). Der Aufstand wurde niedergeschlagen, der König begnadigte jedoch beide, und Robert behielt sein Amt als Earl of Northumbria.
Im November 1093 fiel Malcolm III. von Schottland zum zweiten Mal nach 1091 in Northumbria ein und griff Alnwick an. Robert de Montbray stellte eine Armee auf und griff die Schotten an, wobei er sie am 13. November (St. Brice's Day) überraschte. In der folgenden Schlacht von Alnwick wurden Malcolm und sein Sohn Eduard getötet. Anfang des gleichen Jahres war Geoffroy de Montbray gestorben und Robert de Montbray gelang es, die großen Ländereien seines Onkels zu erobern und so einer der mächtigsten Barone im Königreich zu werden.
1095 heiratete Robert de Montbray Matilda, die Tochter von Richer de l’Aigle, eine Nichte von Hugh d’Avranches, 1. Earl of Chester aus dem Haus l’Aigle.

## Rebellion und Sturz
1095 nahm Montbray an einem Aufstand teil, der die Übertragung der Krone von den Söhnen des Eroberers auf Stephan von Aumale zum Ziel hatte. Es scheint, dass es eine Verschwörung gab, die mehrere Barone umfasste, aber als die Zeit zum Handeln kam, gaben die meisten Verschwörer den Plan auf und stellten Montbray und seinen Mitverschwörer Wilhelm II. von Eu bloß. Der Vorfall, der die Angelegenheit offenbarte, war, dass Montwbray vier norwegische Schiffe im Tyne beschlagnahmte. Die Kaufleute, die die Schiffe besaßen, beklagten sich beim König und Montbray wurde aufgefordert, vor der Curia Regis seine Handlung zu erklären. Montbray erschien nicht und ignorierte auch weitere Vorladungen, so dass Wilhelm schließlich eine Armee gegen ihn führte. Montbray verschanzte sich in seiner Festung Bamburgh Castle. Wilhelm belagerte Bamburgh und errichtete daneben eine provisorische Burg, die als „Malvoisin“ oder „böser Nachbar“ bekannt ist. Aus irgendeinem Grund verließ Montbray während der Belagerung die Burg mit einer kleinen Gruppe von Rittern und wurde von seinen Belagern verfolgt und gezwungen, in Tynemouth Zuflucht zu suchen. Nach sechs Tagen Belagerung wurde er am Bein verwundet, gefangen genommen und zurück nach Bamburgh gebracht, wo seine Ehefrau den Belagerern weiter standhielt. Sie unterwarf sich schließlich, als die Belagerer damit drohten, ihren Ehemann zu blenden.

## Gefangenschaft und Tod
Infolge seiner Teilnahme an der Rebellion verwirkte Mowbray seine Güter und wurde auf Lebenszeit eingesperrt, zunächst in Windsor Castle. Er verbrachte viele Jahre in Gefängnissen, um „ohne Nachkommen alt zu werden“, so der Chronist Florentius von Worcester, und durfte dann laut Ordericus Vitalis Mönch in der Abtei von St Albans werden. Es gibt einige Zweifel über das Datum seines Todes. Einerseits wurde behauptet, er habe 30 Jahre im Gefängnis zugebracht und folglich sein Sterbejahr mit 1125 angegeben. William Dugdale behauptete jedoch, das Mowbray 1106 als Mönch starb.
Montbrays Mitverschwörer Wilhelm von Eu und dessen Vetter Wilhelm von Aldrie wurden härter bestraft. Wilhelm von Eu wurde entmannt und geblendet, Wilhelm von Aldrie zum Tod durch den Strang verurteilt.

## Vermächtnis
Ordericus Vitalis gibt folgende Beschreibung von Robert de Montbray: „Mächtig, reich, kühn, heftig im Krieg, hochmütig, er verachtete Seinesgleichen und, geschwollen vor Eitelkeit, missachtete es, seinen Vorgesetzten zu gehorchen. Er war von großer Statur, stark, dunkel und haarig, Kühn und listig, streng und grimmig, war ihm mehr die Meditation als die Sprache gegeben, und in Gesprächen lächelte er selten.“
Mowbrays Ehefrau Matilda wurde von Papst Paschalis II. die Nichtigerklärung ihrer Ehe bewilligt, und kurz nach 1107 wurde sie die Frau von Nigel d'Aubigny, einem Vetter Robert de Montbrays, dem auch die heimgefallenen Güter Montbrays gegeben wurden. Das Paar blieb kinderlos und 1118 wurde die Ehe geschieden. Nigel d’Aubigny heiratete Gundred de Gournay, Tochter von Gerard de Gournay und Edith de Warenne, die wiederum die Tochter von William de Warenne, 1. Earl of Surrey war. Aus dieser Ehe bekam Nigel d’Aubigny einen Sohn, Roger, der die verwirkten Güter Robert de Montbrays erbte. Als Roger sein Erbe antrat, änderte er seinen Namen auf Anweisung von König Heinrich I. in Mowbray, so dass der Name Montbray fortgeführt wurde, ohne das eine Verwandtschaft in männlicher Linie zu Roger de Montbray bestand.

### Weblink
- Charles Cawley, Medieval Lands, England, Earls 1138-43 (online)